# 馬耀權
馬耀權，GLM（1963年2月—），現已退休，籍貫廣東順德，生於澳門，前澳門特別行政區警察總局局長，治安警察局局長，警察總局局長助理。

## 荣誉

### 中国勋章奖章
- 金莲花荣誉勋章（澳门特别行政区，2020年12月19日公布[2]）